# ناوكي واتادا
ناوكي واتادا (باليابانية: 畑田 真輝) (11 سبتمبر 1990 في ماتسودو في اليابان – )؛ هو لاعب كرة قدم ياباني سابق كان يلعب كلاعب وسط.

## وصلات خارجية
- ناوكي واتادا على موقع رابطة كرة القدم اليابانية للمحترفين (اليابانية)
- ناوكي واتادا على موقع قاعدة بيانات كرة القدم.إي يو (الإنجليزية)
- ناوكي واتادا على موقع Soccerway.com (الإنجليزية)